# Wim van der Voort
Willem "Wim" van der Voort, född 24 mars 1923 i 's-Gravenzande i Zuid-Holland, död 23 oktober 2016 i Delft, var en nederländsk skridskoåkare.
Voort blev olympisk silvermedaljör på 1 500 meter vid vinterspelen 1952 i Oslo.